# 萊諾克斯 (阿拉巴馬州)
森萊諾克斯（英語：Lenox）是一個位於美國阿拉巴馬州科尼卡縣的非建制地區。該地的面積和人口皆未知。

## 地理
森萊諾克斯的座標為31°20′12″N 86°11′08″W / 31.33666°N 86.18555°W，而該地最高點為海拔高度88米（即289英尺）。